# Wasbank
Wasbank este un oraș din provincia Kwazulu-Natal, Africa de Sud.
Satul pe râul Wasbank, 25 km sud-vest de Dundee. Ia numele de la râul Wasbank.